# Painel alveolar
Os painéis alveolares são elementos de betão pré-esforçado (no Brasil, concreto protendido), utilizados na construção civil e derivados da dimensão da sua laje, apenas em obras de grande escala e que, graças à sua estrutura alveolar, permitem um considerável aligeiramento de peso por laje.

## Colocação em obra
Os painéis alveolares são dispostos lado a lado, deixando, entre si, juntas, cujo preenchimento em obra é feito com um betão de solidarização. Pode ser colocada uma camada superior contínua de betão armado, que garanta um melhor comportamento no caso de acções sismicas e menor risco de fendilhação da superficie inferior na zona das juntas. São estruturalmente comparáveis à uma laje com armadura resistente unidireccional, sendo contudo indispensavél que se assegure a necessária aderência entre o betão de solidarização, o betão complementar e os painéis. Possuem aplicação em todo o tipo de solução estrutural, betão armado, pré-fabricada, metálica etc., sendo fundamental garantir uma eficaz união com as estruturas para que se assegure o monolitismo.

## Principais Vantagens
Os painéis apresentam como principais vantagens o baixo peso próprio, autoportantes, rápida montagem, economia de mão de obra de execução, bom isolamento térmico, qualidade controlada e ótimo acabamento da face inferior, que pode ser complementada com uma simples pintura.